# Eleanor H. Porter
Eleanor Hodgman Porter (Littleton, 19 dicembre 1868 – Cambridge, 21 maggio 1920) è stata una scrittrice statunitense, celebre per essere l'autrice del romanzo Pollyanna.

## Biografia
Nata a Littleton, New Hampshire, da Llewella French Woolson e Francis Fletcher Hodgman, Eleanor Hodgman iniziò a studiare canto al New England Conservatory ma agli inizi del XX secolo decise di cambiare, dedicandosi all'attività di scrittrice. Nel 1892 sposò John Lyman Porter e si trasferì in Massachusetts. L'attività principale e più conosciuta della scrittrice è quella legata alla letteratura per ragazzi. La Porter morì, infine, a Cambridge (Massachusetts), nel 1920.

## Opere
Eleanor Porter esordiva con i tre libri di Miss Billy (Miss Billy, Miss Billy's Decision, e Miss Billy Married), ed inoltre Cross Currents (1908), The Turn of the Tide (1908) e Six Star Ranch (1916).
Il suo romanzo più famoso è, tuttavia, Pollyanna (1913), seguito da Pollyanna cresce (1915); dal primo di essi, nel 1960, la Disney ha tratto il film Il segreto di Pollyanna. Dal punto di vista comportamentale, la psicologia cognitiva lo ha preso come spunto per etichettare il cosiddetto ottimismo idiota ("sindrome di Pollyanna").
Tra i romanzi per adulti, vanno ricordati The Story of Marco (1920), Solo David (1916), The Road to Understanding (1916), Oh Money Money (1917), Dawn (1918), Keith's Dark Tower (1919), Mary Marie (1920), e Sister Sue (1921, postumo).
Ha scritto anche dei brevi racconti come Money, Love and Kate (1924, postumi) e Little Pardner (1927, postumi).
Romanzi
- Cross Currents (1907)
- The Turn of the Tide (1908)
- The Story of Marco (1911)
- Miss Billy (1911)
- Miss Billy's Decision (1912)
- Pollyanna (1913)
- The Sunbridge Girls at Six Star Ranch (1913)
- Miss Billy Married (1914)
- Pollyanna cresce (1915)
- Solo David (1916)
- The Road to Understanding (1917)
- Oh, Money! Money! (1918)
- The Tangled Threads (1919)
- Dawn (1919)
- Mary Marie (1920)

Racconti
- A Delayed Heritage
- A Four-Footed Faith and a Two
- A Matter of System
- A Mushroom of Collingsville
- A Patron of Art
- Angelus
- Crumbs
- Millionaire Mike's Thanksgiving
- That Angel Boy
- The Apple of Her Eye

- The Daltons and the Legacy
- The Elephant's Board and Keep
- The Folly of Wisdom
- The Glory and the Sacrifice
- The Indivisible Five
- The Lady in Black
- The Letter
- The Saving of Dad
- When Mother Fell Ill
- When Polly Ann Played Santa Claus
- Women in Black

## Filmografia
- Il segreto della felicità (Pollyanna), regia di Paul Powell - romanzo (1920)